# Kalentzi
Kalentzi (griechisch Καλέντζι (n. sg.) Kalendzi) ist ein Bergdorf im Nordwesten der Halbinsel Peloponnes. Von 1912 bis 2010 bildete es mit drei weiteren kleinen Dörfern die gleichnamige Landgemeinde (kinotita) in der Präfektur Achaia. Zum 1. Januar 2011 wurde es mit drei weiteren Gemeinden zur neuen Gemeinde Erymanthos fusioniert, wo Kalentzi seither einen Gemeindebezirk bildet. Im Dorf Kalentzi selbst lebten 2011 71 Einwohner.

## Lage
Kalentzi liegt 49 Kilometer von Patras entfernt an den Hängen des Erymanthos in einer Höhe von 920 Metern.
Über Erymanthia, das zum Gemeindebezirk Tritea gehört, ist es an das Straßennetz angeschlossen.

## Geschichte
Die ersten Siedlungen waren wahrscheinlich in der Gegend von Agios Sotiros, wo 1965 Gräber aus dem 12. Jahrhundert gefunden wurden. Aus der gleichen Zeit stammt auch die gleichnamige Kirche. Zum ersten Mal erscheint das Dorf 1461 in der osmanischen Steuerliste.
Kalentzi hatte seit 1892 eine Grundschule, weitere nahmen in den Ortsteilen 1931, 1945 und 1962 den Betrieb auf. Alle vier Grundschulen wurden 1986 wegen Mangel an Schülern geschlossen; die wenigen noch verbliebenen Schüler besuchen jetzt die Schule im benachbarten Erymanthia.
Am 28. Juli 1943 wurde das Dorf von der deutschen Wehrmacht bombardiert und am 14. April 1944 von Deutschen in Brand gesetzt, wobei 19 Häuser niederbrannten.
Die Elektrizität wurde 1961 aufgrund persönlicher Anstrengungen von Georgios Papandreou verlegt.

## Familien von Kalentzi
Mehrere Familien aus Kalentzi spielten eine wichtige Rolle in der Politik.
- Die Familie Stavropoulos-Papandreou brachte drei Ministerpräsidenten hervor: Georgios, Andreas und Giorgos Andrea Papandreou. Georgios Papandreou wurde als drittes Kind des Priesters (παπάς papas) Andreas Stavropoulos in Kalentzi geboren und Papandreou (wörtlich ‚[Sohn] des Priesters Andreas‘) gerufen. Diesen Namen nahm er später anstelle des Namens Stavropoulos offiziell als Familiennamen an.[2]
- Die Familie Balasi-Balasopoulou gilt als eine der ältesten Familien des Dorfes, ihre Nachkommen leben heute in Kalentzi und in den Nachbargemeinden Erymanthia und Patras. Bekannte Familienmitglieder sind Balasis Balasopoulos, der ebenso wie Athanasios Balasopoulos zur Finanzierung der Revolution von 1821 beitrug und an der Belagerung von Patras und der Schlacht von Saravali teilnahm, während Avramis Balasopoulos in der revolutionären Armee diente und Demogeront von Kalentzi war. Bürgermeister von Tritea waren Andreas Balasis (1887–1891) und Christos Balasis (1895–1912).
- Die Familie Katsifara, der der Politiker Apostolos Katsifaras (PASOK-Abgeordneter und Vizepräfekt von Achaia) entstammt.

## Ortsteile
Der Gemeindebezirk (dimotiki enotita) ist nicht weiter untergliedert, neben Kalentzi (74 Einwohner) gehören zum Gemeindebezirk die Orte
- Bantzeika (Μπαντσαίικα (n. pl.)) oder Lazario (97 Einwohner). Lazario war in der osmanischen Steuer-Liste als selbständiges Dorf aufgeführt. 1836 wurde die Gemeinde Erymanthia zugeordnet, 1841 der Gemeinde Tritaias. 1961 wurde die Siedlung Bantzeika genannt. Sie ist heute von der gleichnamigen Familie bewohnt. In Bantzeika gab es von 1945 bis 1986 eine eigene Grundschule.
- Agios Georgios (Άγιος Γεώργιος (m. sg.)) (64 Einwohner). Auch diese Siedlung, die nach der gleichnamigen Kirche benannt ist, gehörte zu Erymanthia.
- Avrami (Αβράμι (n. sg.)) oder Diaselo (41 Einwohner). Auch diese Siedlung wurde in osmanischen Steuerlisten als eigenständige Gemeinde erwähnt. Später gehörte sie zu Erymanthia und seit 1961 zu Kalentzi. In Avrami gab es von 1962 bis 1986 eine Grundschule.
- Vasiliko

## Sehenswürdigkeiten
In Vasiliko sind antike Ruinen einer Großanlage Palioklissi erhalten. In der gleichen Siedlung gibt es einen Berg mit einem unterirdischen alten Palastgebäude. Nach einer Legende soll hier ein König gelebt haben und die Prinzessin in der nahe gelegenen Quelle ertrunken sein. Der König ordnete dann an, die Quelle mit Haaren zu verstopfen und das Wasser kam an anderer Stelle zu Tage.
Sehenswert sind auch die renovierte alte Grundschule und das Haus der Familie Papandreou, in dem ein kleines Museum eingerichtet ist, das Kloster Allerheiligen und die kleine Schlucht Poros.
Ein Denkmal mit einer lebensgroßen Statue erinnert an Georgios Papandreou.